# كأس ملك إسبانيا 1966–67
كأس ملك إسبانيا 1966–67 (بالإسبانية: Copa del Generalísimo de fútbol 1966-67)‏ هو الموسم 63 من كأس ملك إسبانيا. أشرف على تنظيمه الاتحاد الملكي الإسباني لكرة القدم، وكان عدد الأندية المشاركة فيه 48، وفاز فيه نادي فالنسيا.